# شبکه نزدیک من
شبکهٔ نزدیک من (به انگلیسی: Near-me area network و NAN) شبکه‌ای منطقی است. نَن برای ارتباطات بی‌سیم بین دستگاه‌هایی که نزدیک به هم اند کاربرد دارد. دستگاه‌های نَن می‌توانند هرکدام توانایی اتصال به شبکهٔ دیگر را داشته‌باشد ولی در کل تمام این دستگاه‌ها در یک شبکه با هم در ارتباط اند و تفاوت آن با شبکه‌های داخلی این است که در شبکه‌های داخلی هر دستگاه توانایی اتصال به شبکهٔ دیگری را ندارد و فقط می‌تواند بادستگاه‌هایی که در شبکهٔ داخلی وجود دارد در ارتباط باشد.